# Tapiratiba (ort)
Tapiratiba är en ort i Brasilien.   Den ligger i kommunen Tapiratiba och delstaten São Paulo, i den sydöstra delen av landet, 600 km söder om huvudstaden Brasília. Tapiratiba ligger 791 meter över havet och antalet invånare är 12 743.
Terrängen runt Tapiratiba är varierad. Närmaste större samhälle är Guaxupé, 18,5 km norr om Tapiratiba.
Omgivningarna runt Tapiratiba är huvudsakligen savann. Runt Tapiratiba är det ganska glesbefolkat, med 43 invånare per kvadratkilometer.